# Nomen nescio
Nomen nescio (abreviação N.N.) é um termo utilizado para representar uma pessoa anônima ou não especificada. Deriva do latim nomen, "nome", e nescire, "não saber", "ser ignorado". As duas palavras juntas, portanto, significam "não sei o nome".
Uma das possibilidades de uso da expressão é para proteger os acusadores contra retaliações quando estes denunciarem um crime ou uma fraude. Nos Países Baixos, um suspeito que se recuse a fornecer seu nome é identificado por um "número N.N.". Na Alemanha e na Bélgica, N.N. também é visto com frequência nas listas de disciplinas nas universidades para indicar que a cadeira será ofertada, porém o professor ainda não foi definido. Neste caso, a abreviatura N.N. geralmente significa nomen nominandum, "nome a ser anunciado".
N.N. também é empregado nos placares dos jogos de xadrez, não só quando o nome de um participante é desconhecido, mas igualmente quando um jogador sem título enfrenta um mestre enxadrista, como em uma partida simultânea.
O nome genérico Numerius Negidius utilizado na Roma Antiga era escolhido em parte porque tinha as mesmas iniciais que Nomen nescio.
Genealogistas frequentemente usam a abreviatura para representar um nome total ou parcialmente desconhecido, como N.N. Jones.